# Panzersperre
Eine Panzersperre ist ein Bauwerk oder eine mobile Vorrichtung mit dem Zweck, Panzer auf ihrem Vorstoß zu behindern. Zentrales Element einer Sperre sind Hindernisse. Sie zwingen den Panzer zum Anhalten oder zumindest zur langsamen Fahrt. An der Sperre, die grundsätzlich von eigenen Kräften zumeist aus Stellungen heraus überwacht wird, werden die feindlichen Kräfte von eigenen Kräften mit zur Verfügung stehenden Mitteln wie etwa eigenen gepanzerten Kräften, aber auch mit Joint Fire Support Teams, infanteristischen Panzerabwehrwaffen oder notfalls Panzernahkampfmitteln bekämpft. Wird eine Sperre nicht mit Waffen überwacht, handelt es sich um ein Hindernis.

## Bauformen
Panzerhindernisse haben verschiedene Bauformen und werden oft in Kombination eingesetzt:
- Höckerlinie „Drachenzähne“
- Tschechenigel
- Panzergraben
- Tetrapoden
- Panzerabwehrmauer
- Stecksperren
- Fallsperren
- Belgisches Tor
- Hemmbalken und Hemmkurven
- Baumverhau

Zudem werden im Rahmen von Minensperren Panzerabwehrminen verlegt.

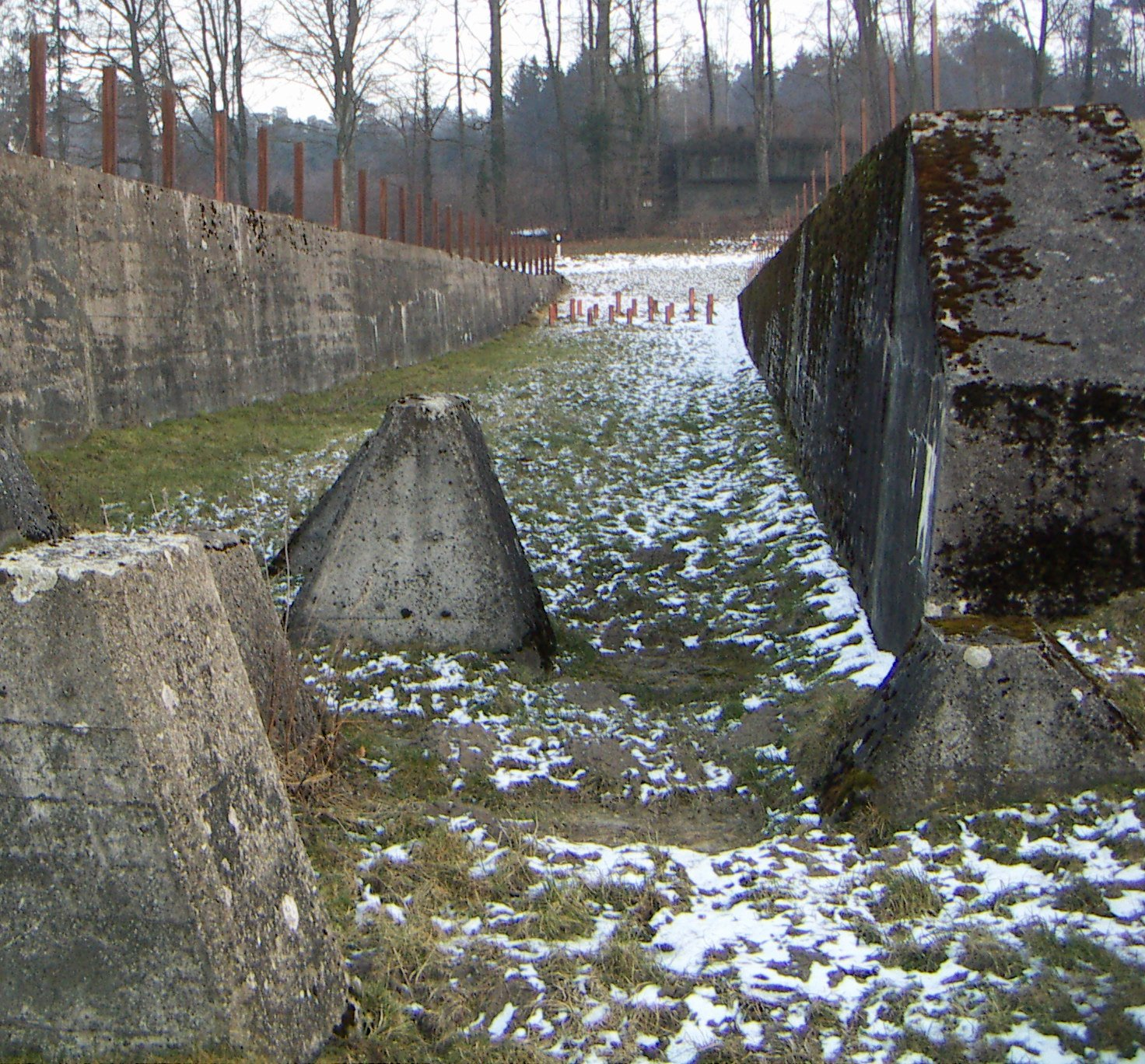
Panzerabwehrgraben
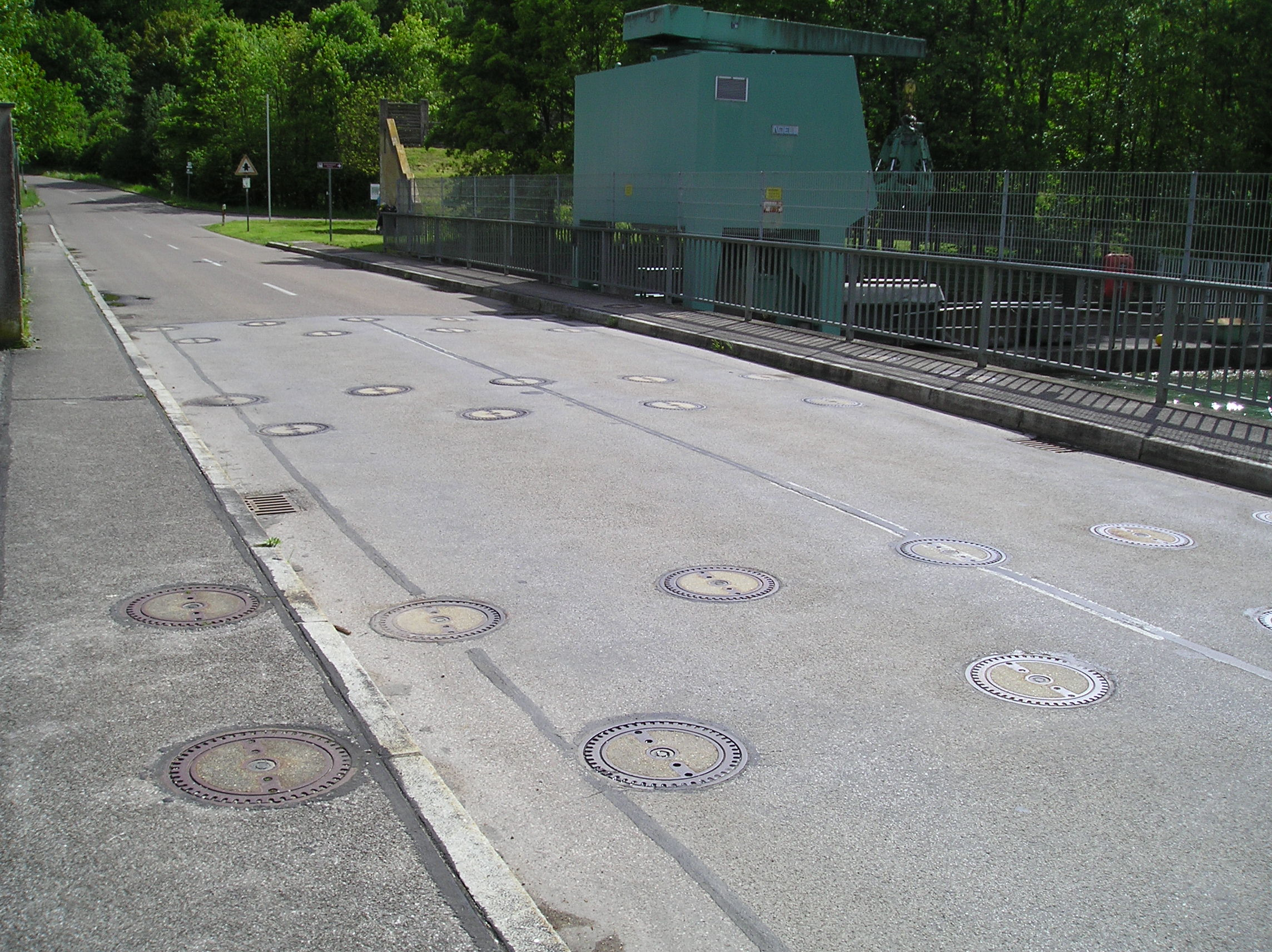
Vorbereitete Schächte zum Einstecken von Stahlträgern
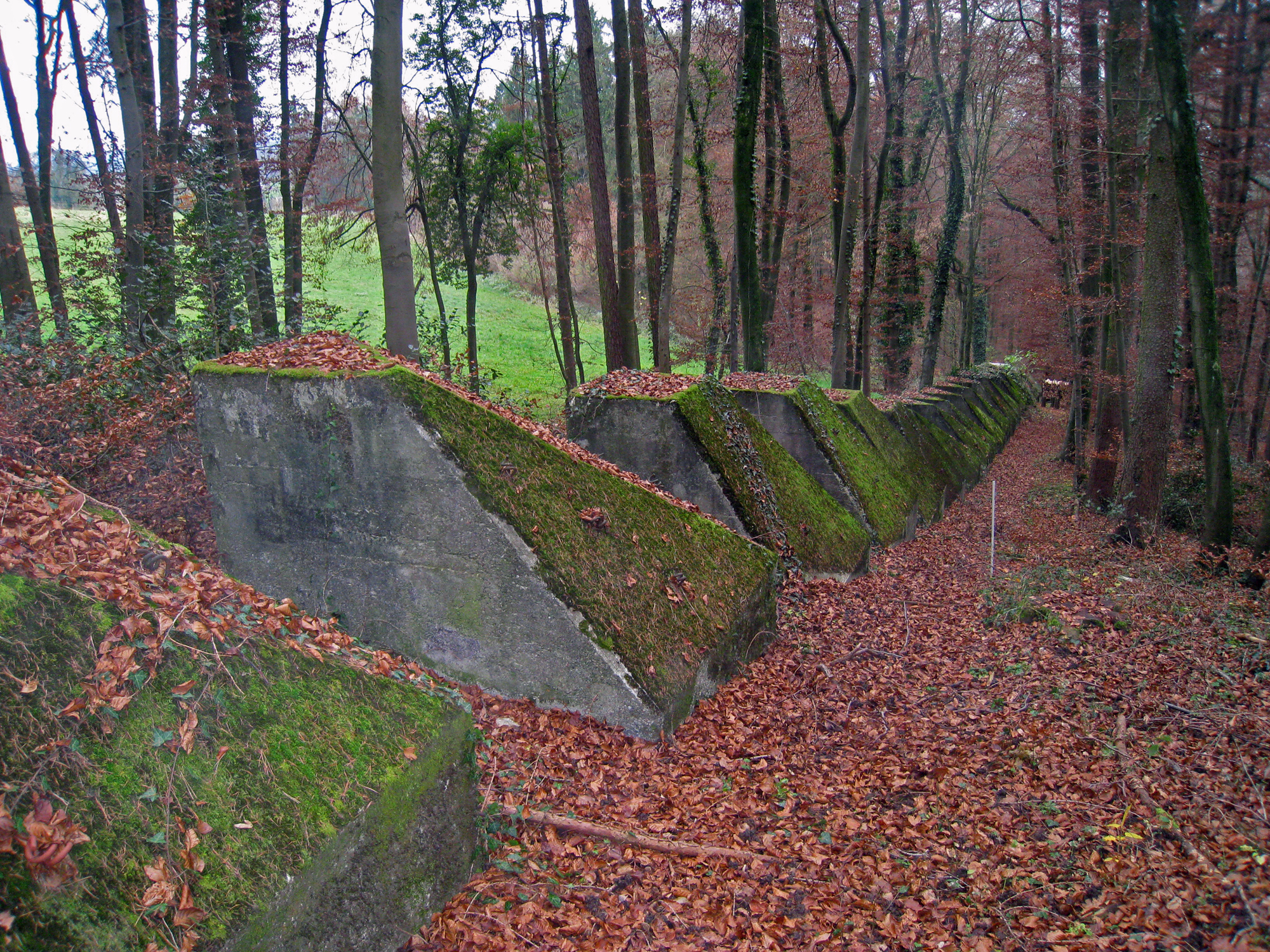
Schweizer Geländepanzerhindernis GPH 66
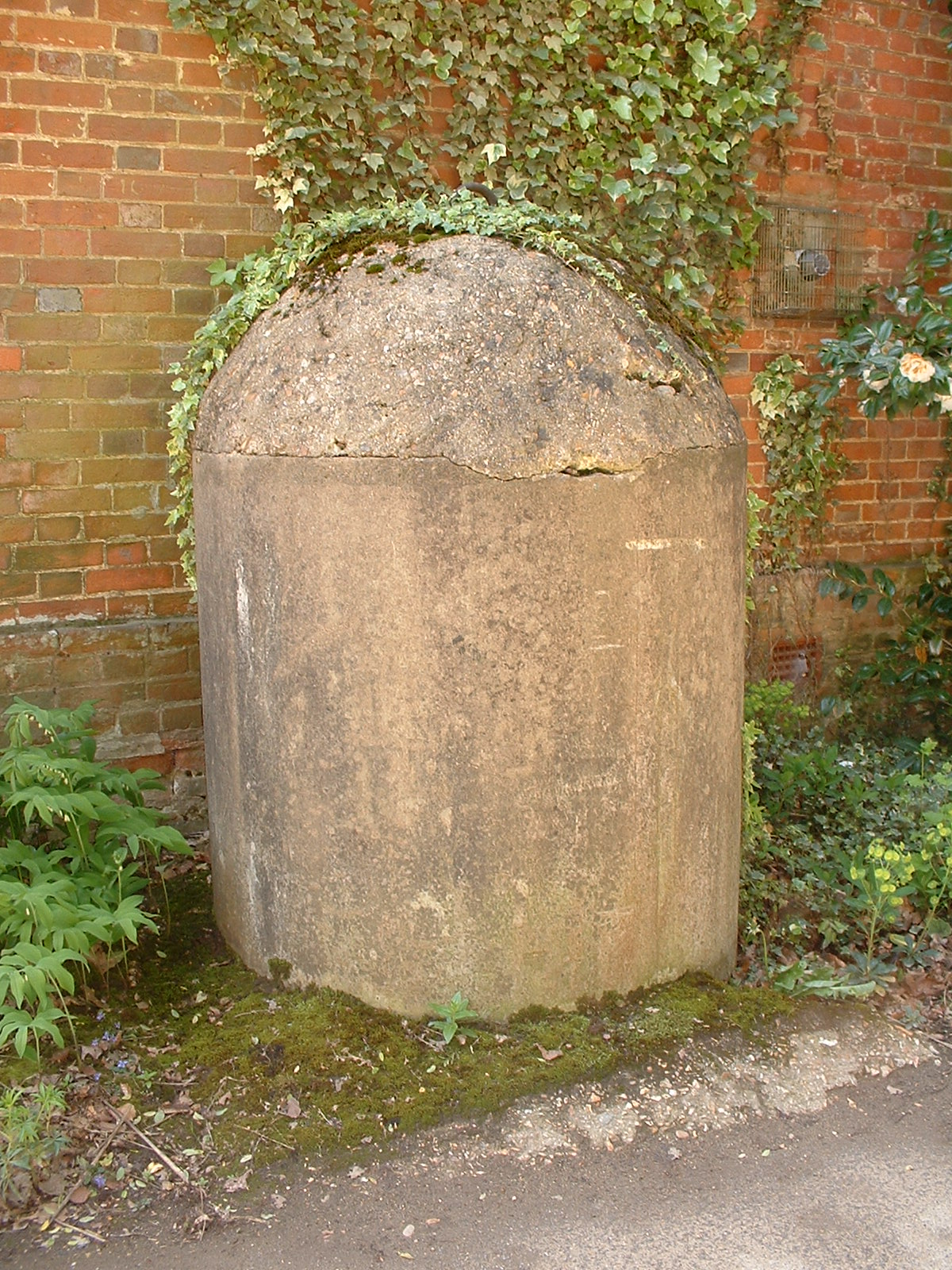
Zylindrische Panzersperre
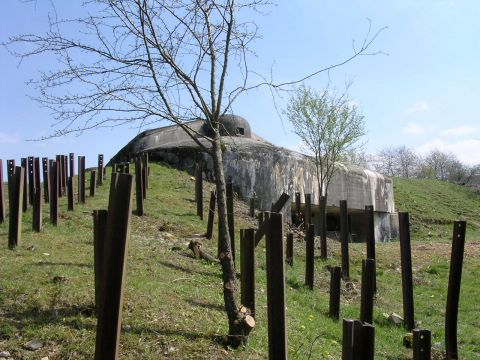
Sperrpfähle aus Metall (Maginotlinie)
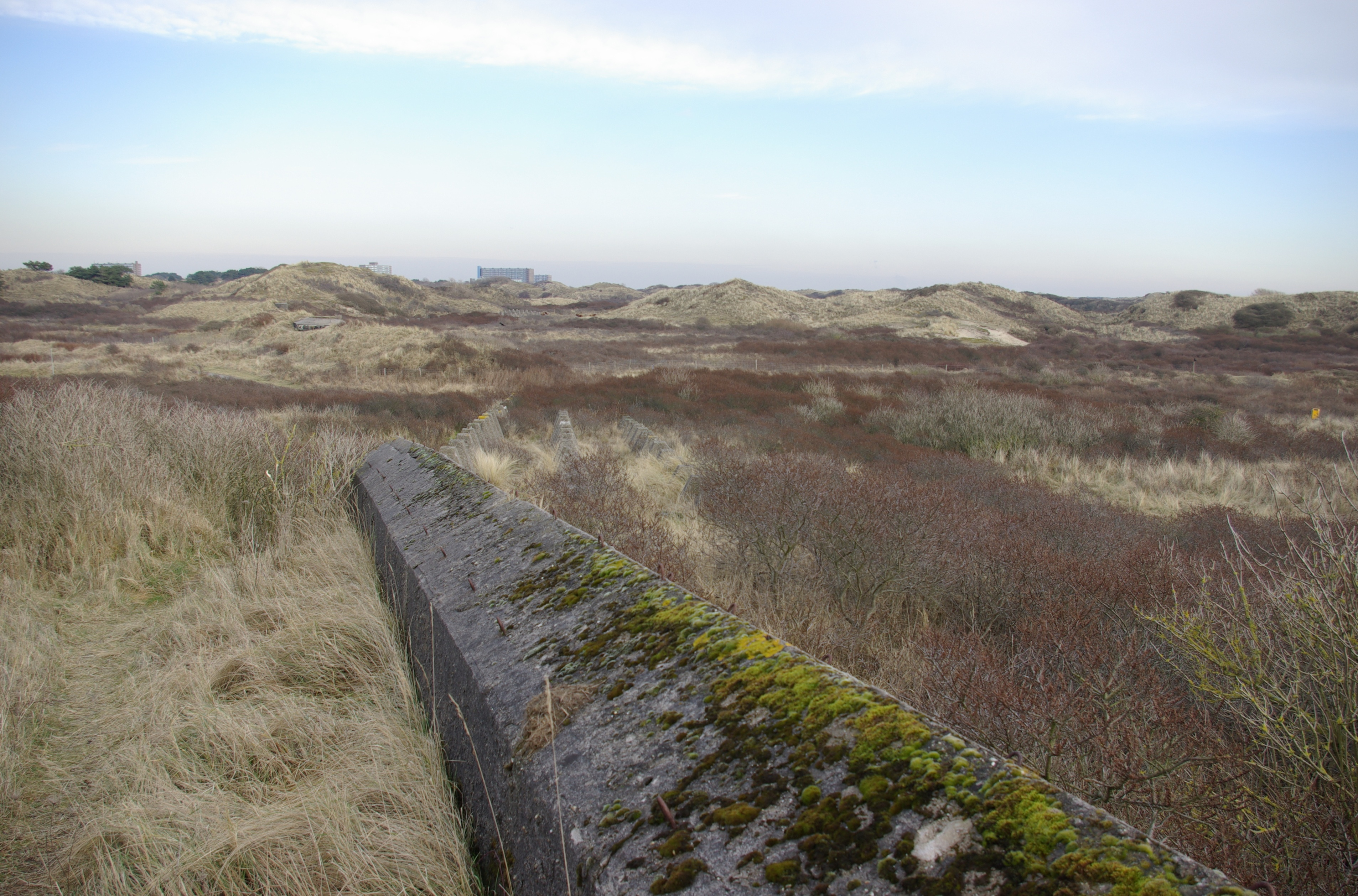
Panzerabwehrmauer
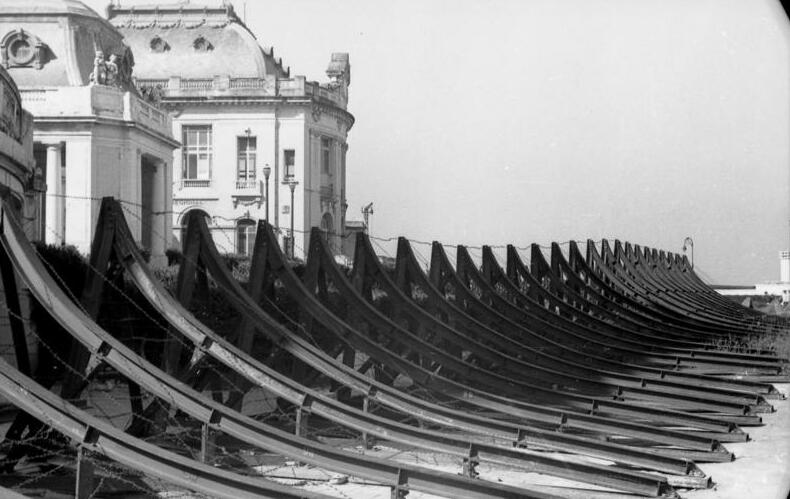
„Hemmkurven“ aus Metall
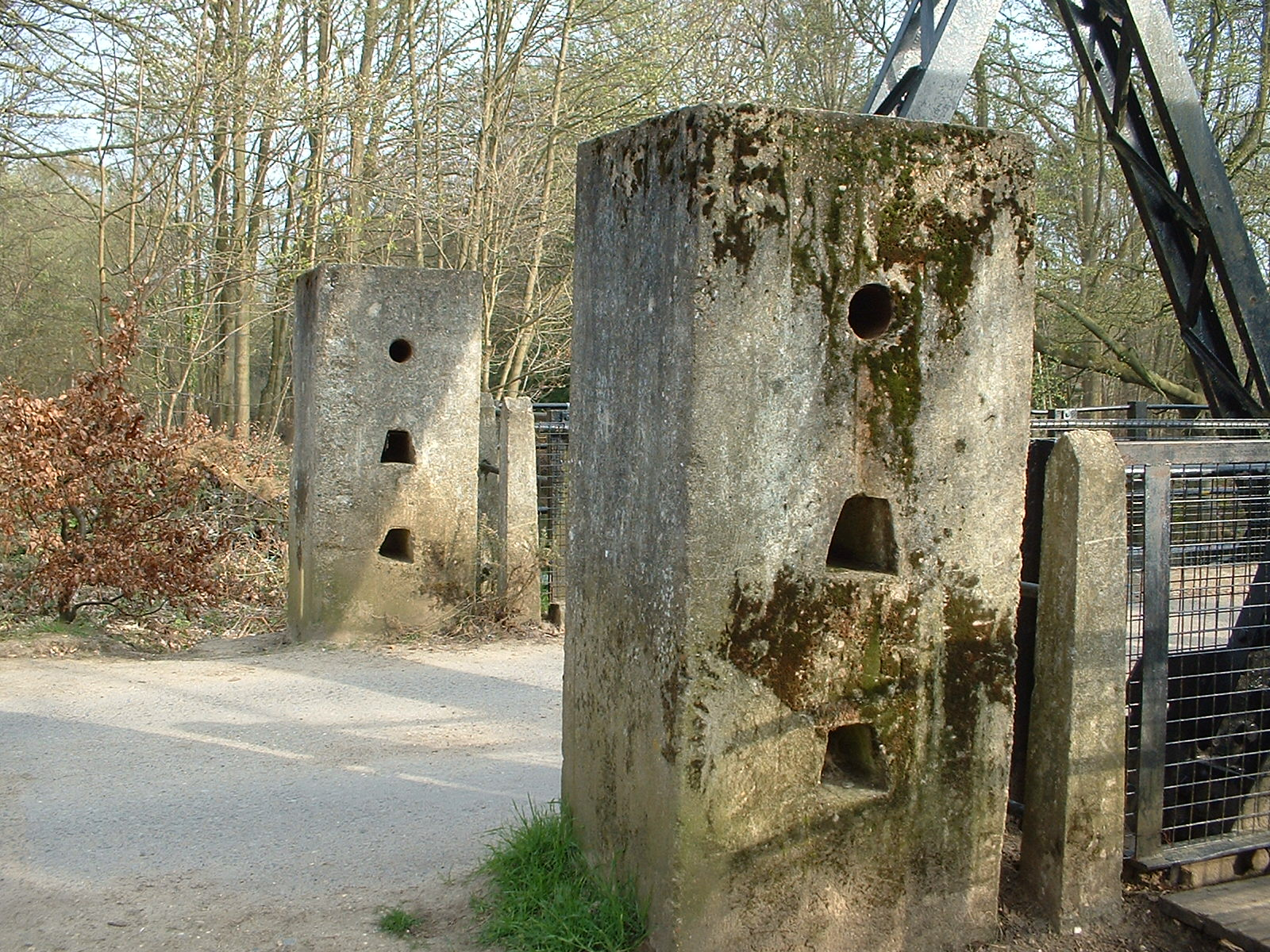
Blöcke zur Aufnahme von schweren Eisenstangen
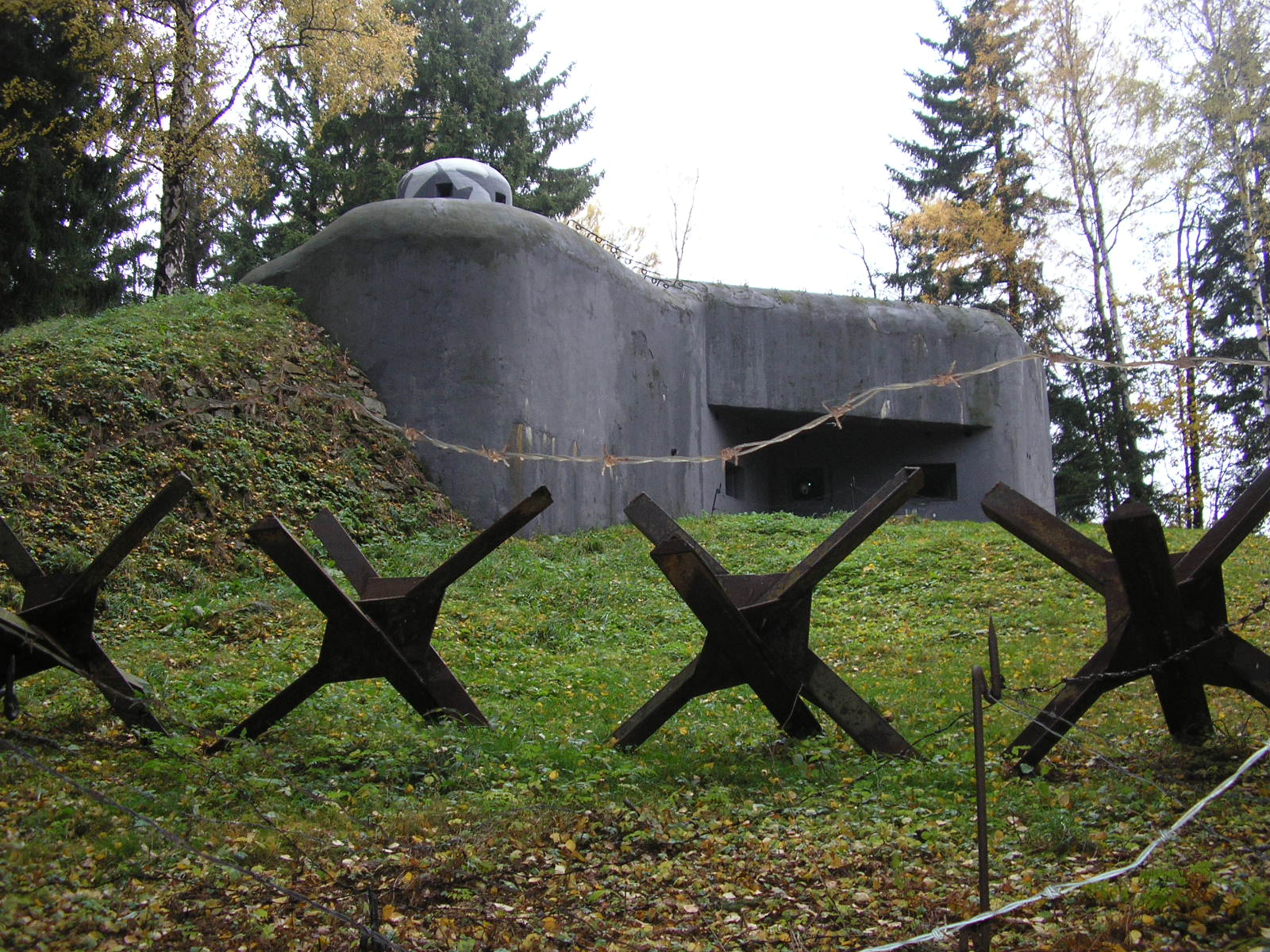
Tschechenigel
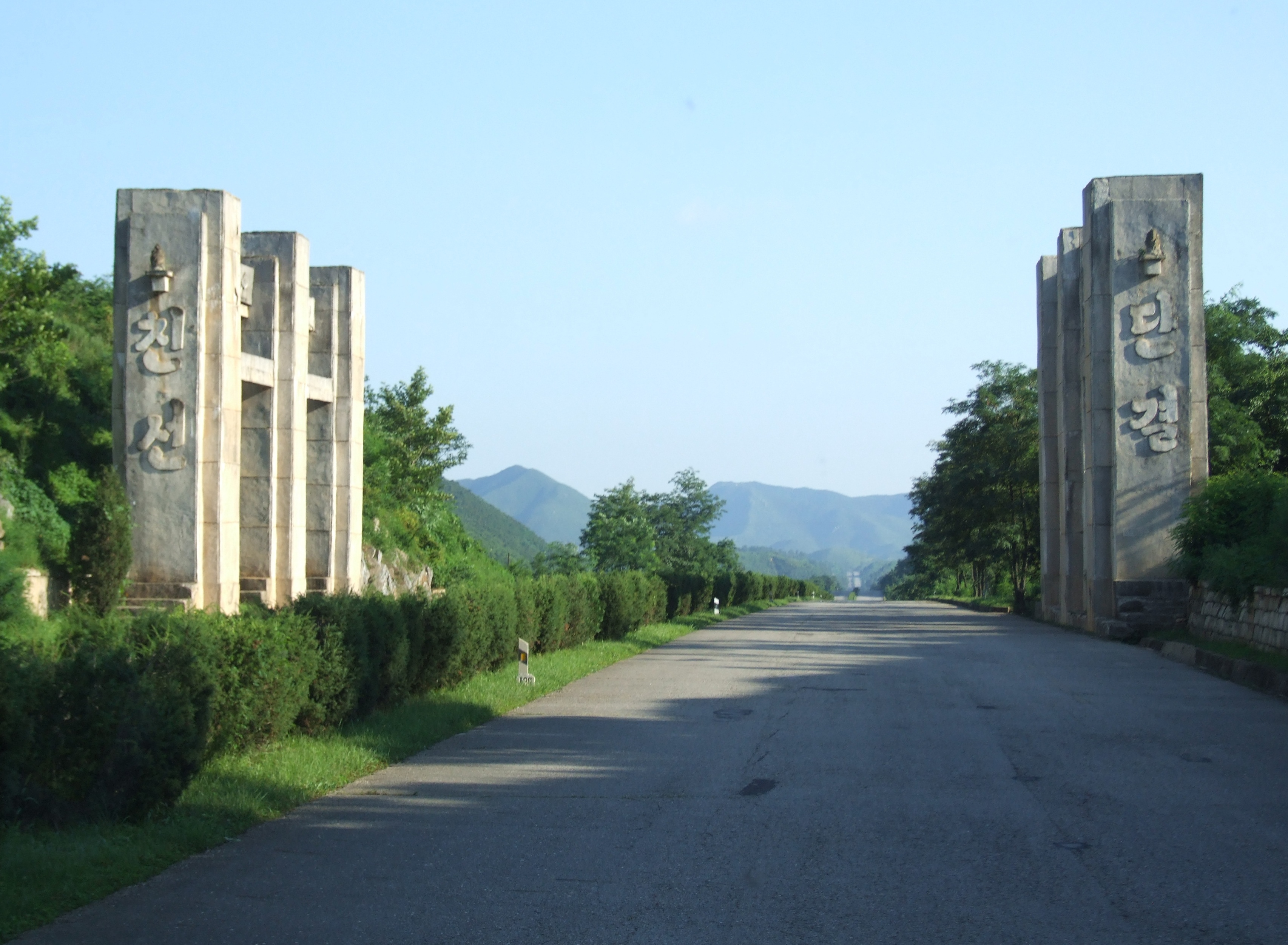
Fallsperre in Nordkorea
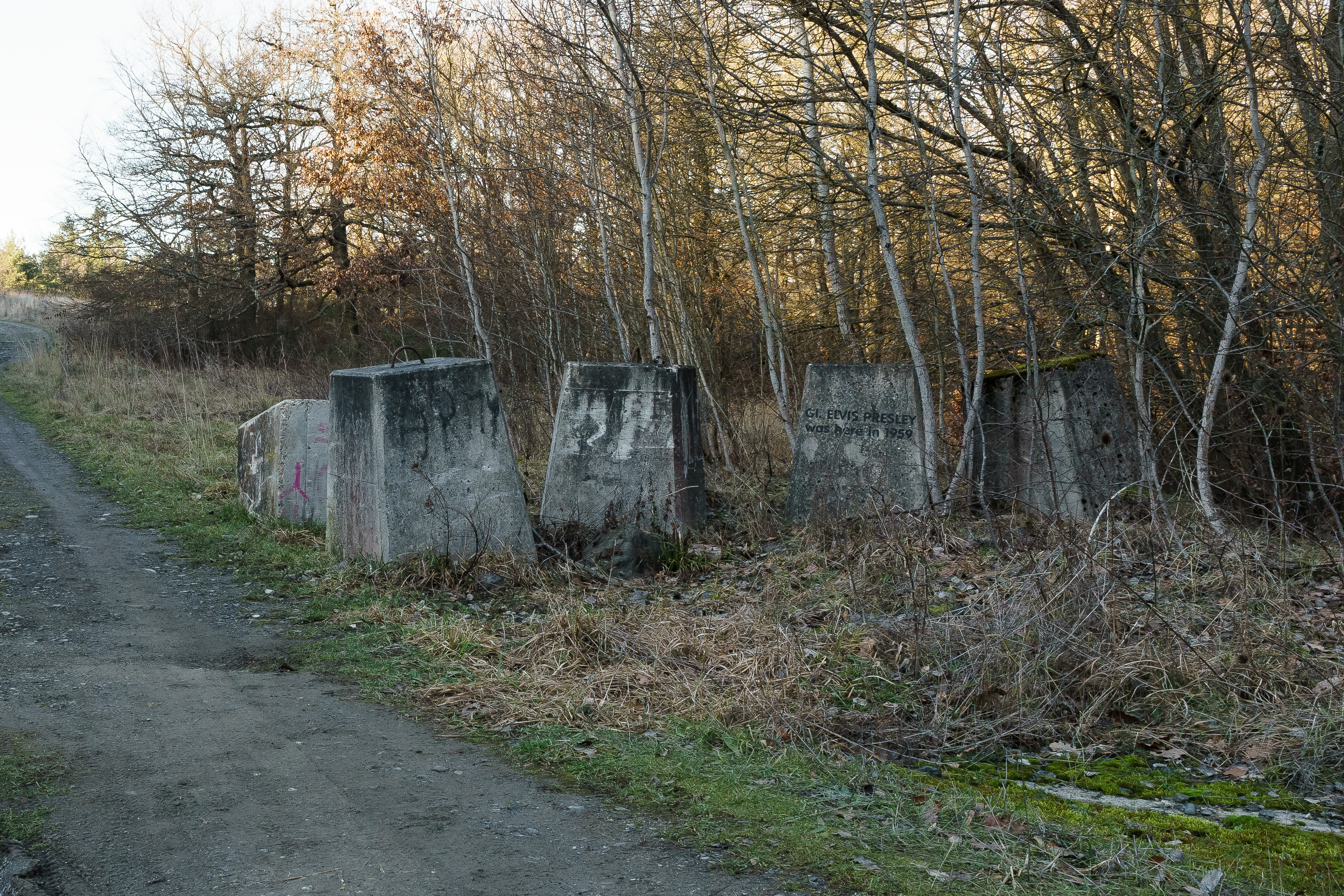
Am ehemaligen US-Panzerplatz Eichkopf bei Ober-Mörlen mit Elvis Presley-Memorial
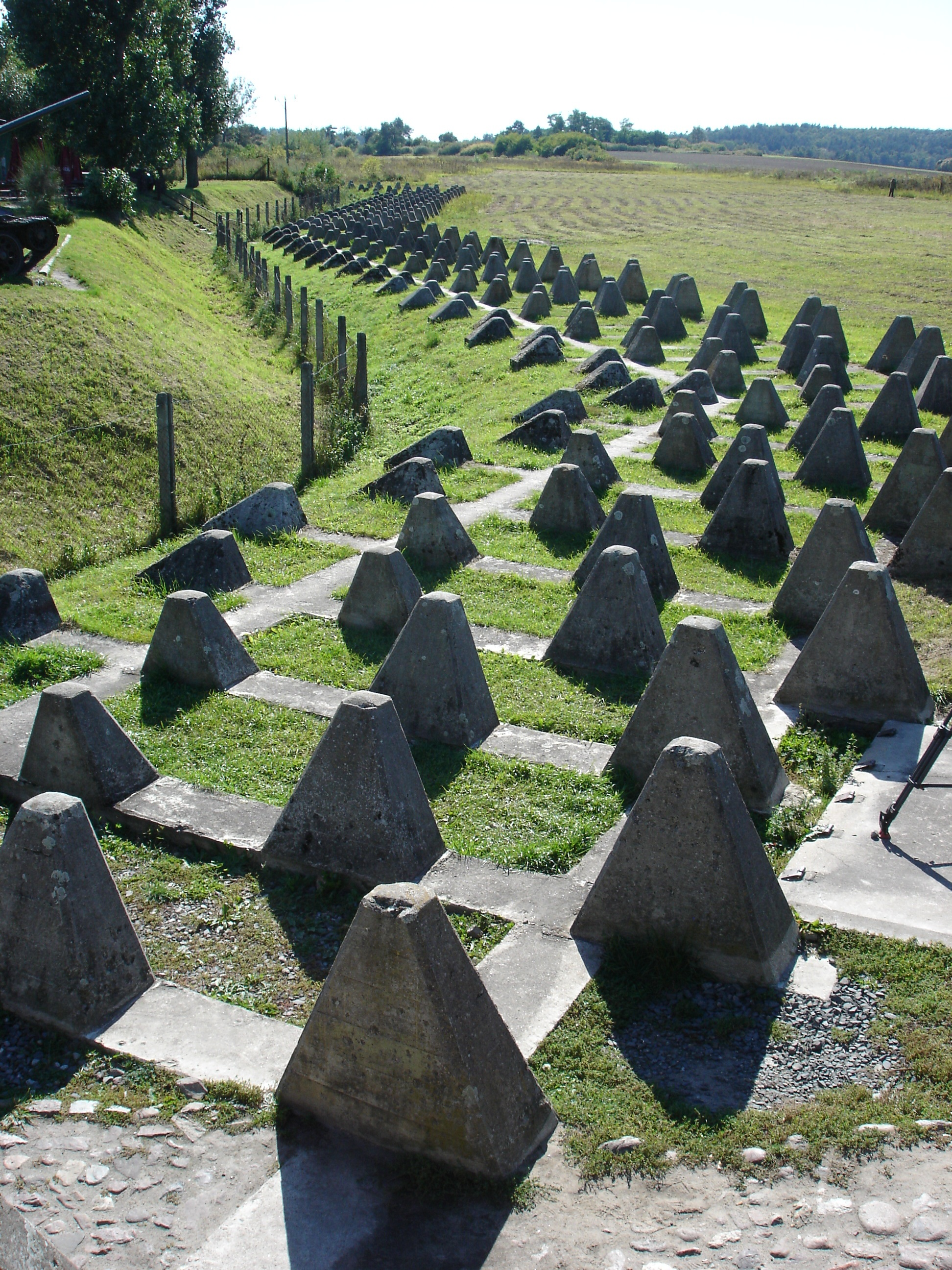
Höckerlinie an der Festungsfront Oder-Warthe-Bogen (Panzerwerk 717)
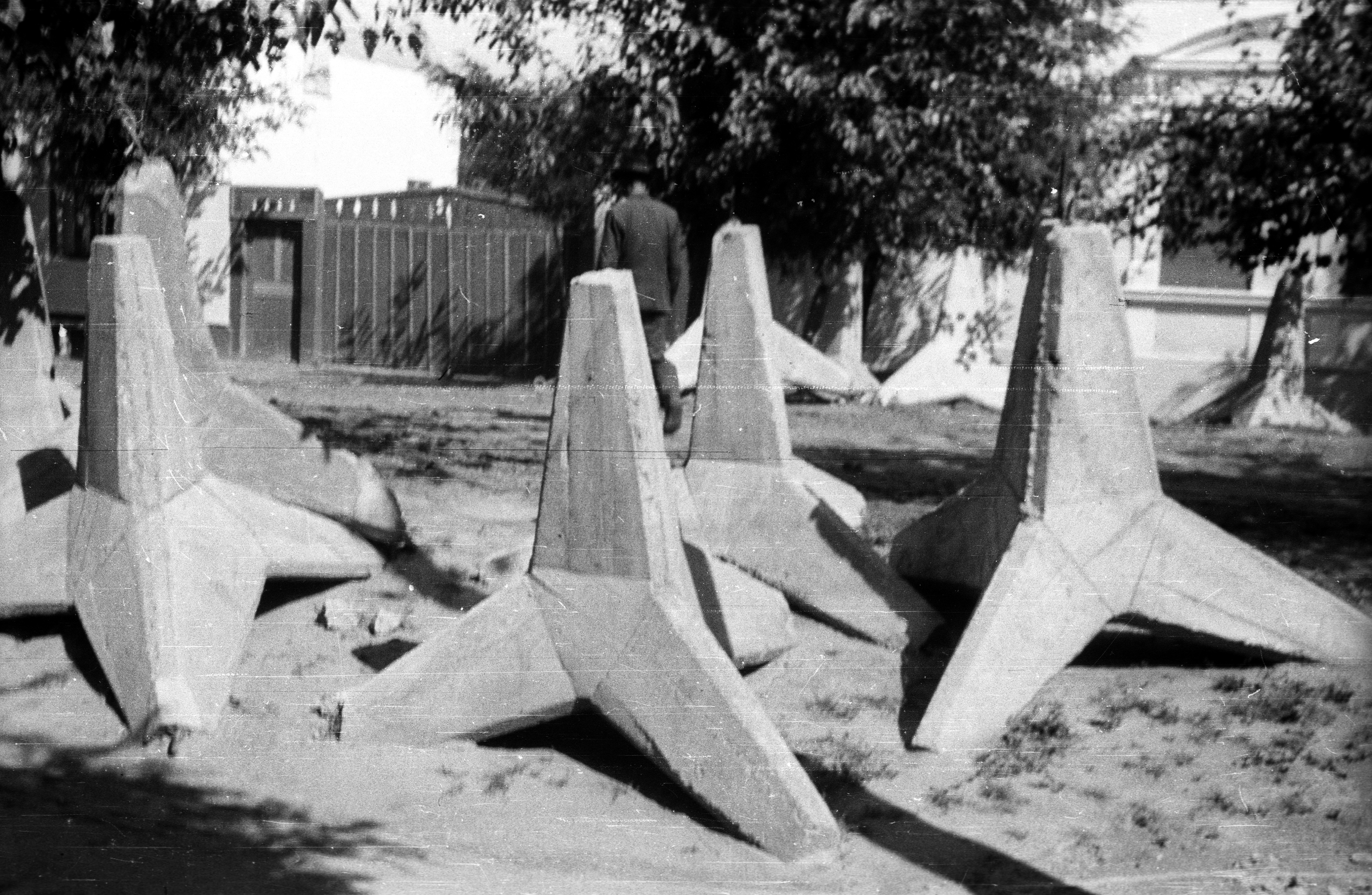
Tetrapoden
Panzersperre I. Weltkrieg als Kriegsgrabmonument – Urnenhain Tolkewitz in Dresden

## Ausprägungen in speziellen Ländern
- Hitlerzähne (Norwegen)
- Tobleroneweg (Schweiz)
- Westwall (Deutschland)